# Турбинелла пирум
Турбинелла пирум, или кубаревик груша, или кубаревик грушевидный, или священный чанк (лат. Turbinella pyrum) — брюхоногий моллюск из семейства Turbinellidae. Видовое название лат. pyrum — «груша», было дано моллюску за схожесть формы его раковины с формой плода груши. Обитает в Индийском океане. Раковина этого моллюска занимает заметное место в системе верований индийцев и буддистов.

## Описание
Высота раковины 90—290 мм. Раковина моллюска крепкая и тяжёлая, с различной степенью приподнятости завитка. Последний оборот раковины расширен. Плечо завитков сглаженное и практически не выражено. Между оборотами раковины швы — тонкие, несколько вдавленные. Сифональный вырост прямой или несколько изогнутый, длинный, характеризуется широким каналом. Устье раковины имеет удлинённую форму. Внутренняя губа широко отвернута наружу. На своём внутреннем крае она несёт несколько хорошо выраженных зубцов (обычно их два или три). Наружная губа не утолщённая, слегка изогнутой формы. Скульптура наружной поверхности раковины представлена только лишь линиями роста, резкими и изогнутыми. Окраска раковины — жёлтая или коричневая. Устье белого или желтоватого цвета.
Обитает на малых глубинах 10—27 м. Хищник. Обычный вид в местах своего обитания.

## Ареал
Юго-Восточное побережье Индии, Шри-Ланка.

## Использование человеком

### Шанкха

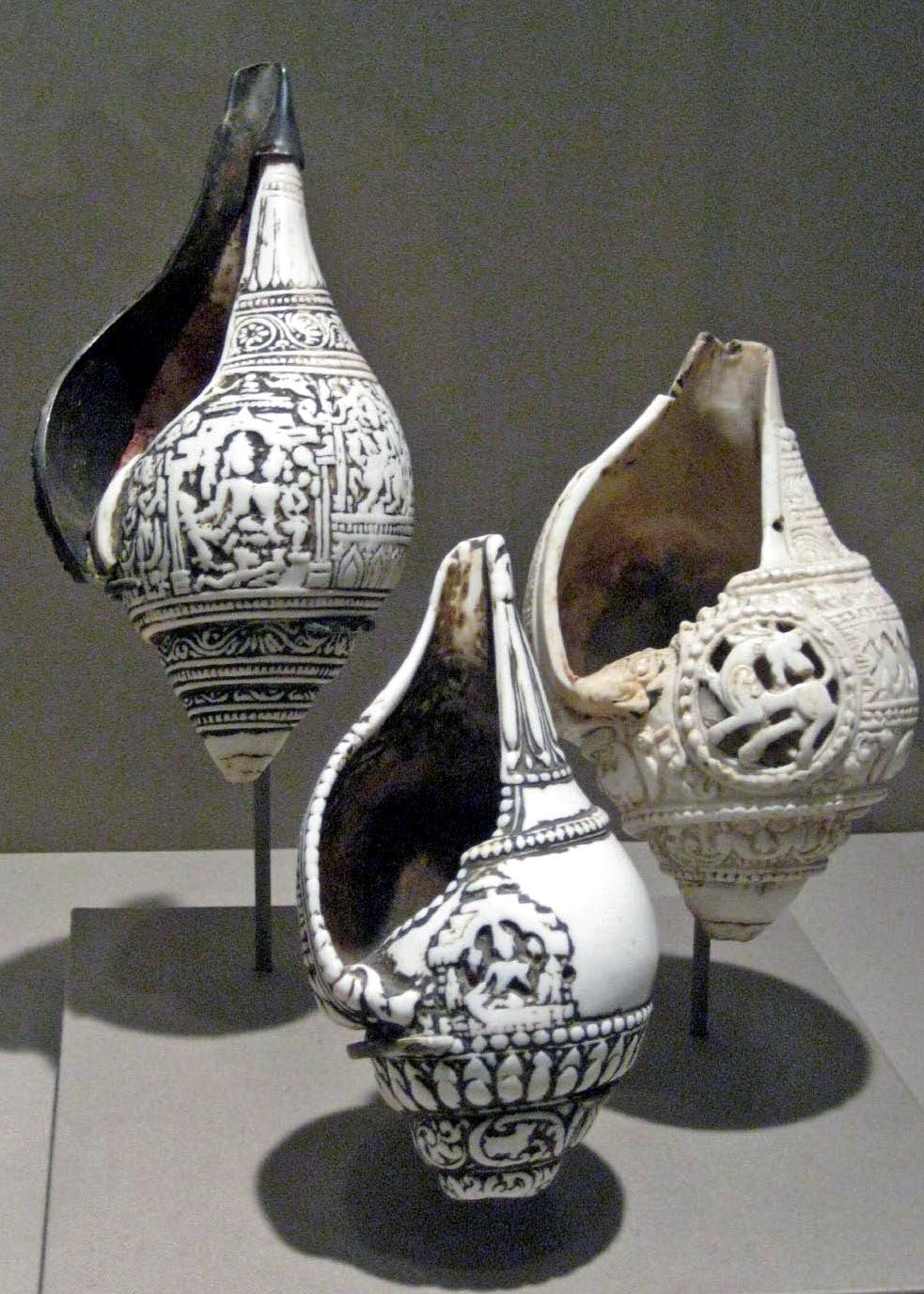
Шанкхи периода империи Пала

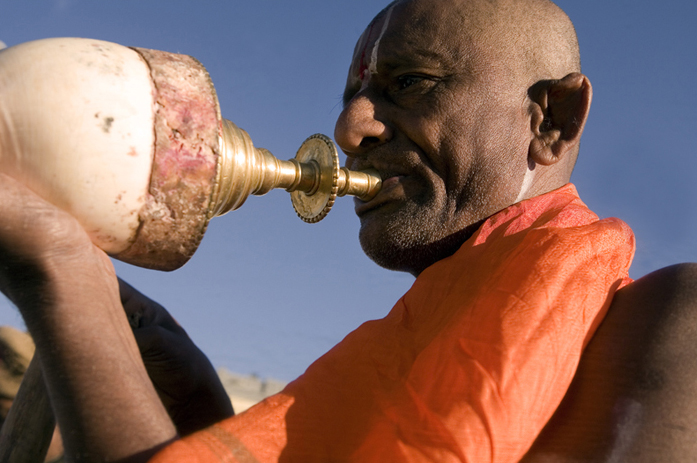
Индусский священник, дующий в конх, изготовленный из раковины Turbinella pyrum

Ша́нкха (санскр. शंख, IAST: Śaṇkha, тиб. དུང་དཀར་, Вайли dung dkar, лхасск. [tʰúŋkar]) — ритуальный предмет в индуизме, представляющий собой раковину турбинеллы пирум. В индуизме шанкха является одним из атрибутов Вишну. В индуистских текстах шанкха ассоциируется со славой, долголетием, процветанием, очищением от грехов, а также с вечной обителью Лакшми — богини процветания и супруги Вишну. В индуистском искусстве шанкха чаще всего изображается как атрибут Вишну.
В конх из шанкхи трубят в ходе индуистских храмовых ритуалов, а также на свадьбах и похоронах индийцев-тамилов. В прошлом его также использовали на поле боя для созыва войска, оповещения об атаке или начале битвы.
Новорождённым детям надевают на запястье браслет, а на шею — ожерелье из раковин этого вида моллюсков. Маленькие раковины могут использоваться в качестве рожка при кормлении младенцев. Целую раковину турбинеллы пирум иногда закладывали в основание строящегося дома.

### Священный чанк
У большинства брюхоногих моллюсков, включая турбинеллу пирум, раковина закручена вправо (по часовой стрелке) и называется дексиотропной. Однако существуют также и левозакрученные раковины, которые называют синистральньми. Если посмотреть на раковину со стороны устья, то у правозакрученных оно расположено с правой стороны, у левозакрученных — с левой. Для некоторых единичных морских видов, например Busycon contrarium, нормой являются именно левозакрученные раковины. А для преобладающего большинства морских видов брюхоногих нормой является правозакрученная раковина. Как исключение, левозакрученные раковины могут крайне редко встречаться и у видов с правозакрученной раковиной.
Священный чанк (панчаянья санкья) — разновидность шанкхи, которая является левозакрученной раковиной турбинеллы пирум, ставшей священной у буддистов. В Индии считается, что в этой раковине живёт морской демон, которого победил бог Вишну и поэтому данная раковина стала символом этого бога. В Тибете эта священная раковина известна под названием «дунгкар», что означает «белая раковина». В конхи, изготовленные из этой раковины, трубят монахи во время религиозных праздников. Буддийские монахи призывают звуками раковины в храм, извещая о начале проповеди. Подобные раковины оправляли в серебро и богато украшали декоративной резьбой и драгоценными камнями. У правителей Бирмы священный чанк, верхняя часть которого была целиком оправлена в золото и драгоценные камни, служил скипетром.
Из Индии культ священного чанка проник в Индонезию, а затем в Китай. Через Тибет, где сформировалась ламаистская религия «священные раковины» проникали повсюду, куда проникала и сама религия. Европейцы, добравшись до Индии в эпоху Великих географических открытий, сделали культ раковины источником прибыли. Они начали ввозить в Индию из Карибского моря раковины моллюсков рода Busycon, некоторые виды которого имеют левозакрученные раковины, что для них норма. По форме раковины моллюсков рода Busycon похожи на раковины турбинеллы пирум, но имеют не столь плавные контуры. Индийцы долгое время покупали эти раковины, считая их священными. Однако разоблачение обмана привело к падению спроса на левозавёрнутые раковины. В середине XX века за год в водах юго-западной Индии добывалось по 2—3 миллиона экземпляров турбинеллы пирум, и среди них попадалось не более 0,01 % левозавёрнутых раковин (около 200 штук за год).